# Пербуар, Жан Габриэль
 Жан Габриэ́ль Пербуа́р  (фр. Jean Gabriel Perboyre, 6 января 1802[…], Монжести — 16 сентября 1840, Учан, Хубэй) — святой Римско-Католической Церкви, священник, миссионер, мученик.

## Биография
27 декабря 1818 года вступил в католическое миссионерское общество «Конгрегация Миссий» (лазаристы), 28 декабря 1820 года принял монашеские обеты и отправился на обучение в Париж. В 1823 году закончил теологическое обучение и стал преподавать в семинарии города Мондидьер. 23 сентября 1823 года был рукоположён в сан священника. 21 марта 1835 года был отправлен на миссию в Китай, куда он, спустя пять месяцев путешествия, прибыл 29 августа того же года. По прибытии в португальскую колонию Макао он начал изучать китайский язык, который освоил за два года в достаточной мере для проповедования. В марте 1837 начал осуществлять миссионерскую деятельность в китайских провинциях Хэнань и Хубэй. 11 сентября 1839 года Жан Габриэль Пербуар был арестован и подвергнут пыткам за миссионерскую деятельность и распространение католицизма. 16 сентября 1840 года он был казнён.
10 ноября 1889 года Жан Габриэль Пербуар был беатифицирован римским папой Львом XIII и 2 июня 1996 года канонизирован римским папой Иоанном Павлом II.

## Источник
- Nuovo, Luigi: Św. Jan Gabriel Perboyre apostoł Chin. Nuovo, Luigi. Kraków: Sekretariat Polskiej Prowincji Zgromadzenia Misji, 1996. ISBN 838676886X.
- Jean-Gabriel Perboyre : Prêtre de la mission, Lazariste : le premier saint de Chine — Sylvestre André — Éditions du Signe — 1996
- Jean-Gabriel Perboyre : Prêtre de la mission, Lazariste : le premier saint de Chine — Sylvestre André — Éditions du Signe — 1996